# Highlands of St. John
De Highlands of St. John zijn een gebergte in de Canadese provincie Newfoundland en Labrador. Ze vormen een onderdeel van de Long Range en bevinden zich in het noorden van het eiland Newfoundland.

## Geografie
De Highlands of St. John bevinden zich aan de westkust van het Great Northern Peninsula van Newfoundland. Ze zijn meer bepaald gelegen tussen Port au Choix en de rivier de Castors, op 130 km ten noorden van het Nationaal Park Gros Morne. Het gebergte reist steil op uit het landschap op slechts een tweetal kilometer van de kust (en de daar gelegen provinciale route 430). De bergen kijken uit over St. John Bay en het grote in die baai gelegen St. John Island.
De Highlands worden gekenmerkt door twee grote bergen bestaande uit Cambrisch gesteente, namelijk de 625 m hoge Barr'd Harbour Hill ("North Summit") en de 490 m hoge Doctors Hill ("South Summit"). Het bovenste gedeelte van deze steile bergen bestaat uit hoogland. Net ten oosten ervan bevindt zich het hoofdgedeelte van de Long Range.
Samen met de noordelijker gelegen Mount St. Margaret vormen de Highlands of St. John een onderbreking van het kustlaagland tussen Hawke's Bay en het Dog Peninsula.